# Musée du service géologique de Tunisie
Le musée du service géologique de Tunisie est un musée situé à Tunis en Tunisie.

## Localisation
Le musée se trouve au siège de l'Office national des mines à La Charguia et occupe deux salles.

## Collection
Les collections du musée sont nées avec l'exploration scientifique de la Tunisie effectuée entre 1885 et 1889 par l'ingénieur des Mines Francis Aubert, à la suite de laquelle il a produit la première carte géologique de la Tunisie en 1892,. Depuis cette date, les collections s'enrichissent d'année en année à travers les fouilles effectuées par le service dans le pays et possèdent même des holotypes. Elles se répartissent entre la paléontologie, la pétrographie et la minéralogie et sont disposées dans des vitrines et des tiroirs dans les salles du musée.